# Артиллерийский катер на воздушной подушке проекта 1238
Артиллерийский катер на воздушной подушке проекта 1238 «Косатка» —   проект высокоскоростных катеров на воздушной подушке для ВМФ СССР. Всего по данному проекту был построен только один катер на ССЗ № 831.
Катера вооружённые неуправляемым ракетным вооружением, считаются разновидностью не ракетных, а артиллерийских катеров, иногда выделяемых в тип именуемый кораблями поддержки десанта.
Относятся к кораблям 4-го ранга.

## Описание
Проект был разработан в ПКБ «Алмаз» на базе десантного катера на воздушной подушке проекта 1206 «Кальмар». Главный конструктор проекта Ю. П. Семёнов. Основным назначением катеров данного проекта является огневая поддержка десантно-штурмовых катеров на воздушной подушке при высадке десанта на необорудованное побережье, для чего катера оснащались двумя пусковыми установками (ПУ) реактивных систем залпового огня (РСЗО) А-22 «Огонь» с 22-ствольными ПУ МС-227 (140-мм) и двумя 30-мм автоматическими гранатомётами (АГ) БП-30 «Пламя». В качестве артиллерии самообороны установлены: одна шестиствольная корабельная артиллерийская установка (АУ) АК-306 и универсальная турельно-башенная корабельная пулемётная установка «Утёс-М» (два спаренных 12,7-мм пулемёта НСВ).
Водоизмещение катера составляет 132 тонны. Габаритные размеры: длина — 26,6 метра, ширина — 12 метров, высота подушки — 1,45 метра.
Скорость полного хода 56 узлов. Дальность плавания — 200 миль на 50 узлах. Мореходность — 3 балла на подушке и 4 балла на плаву. Из-за конструктивных особенностей воздушной подушки, судно могло передвигаться по земле, обходя небольшие препятствия и минные заграждения.
Строительство катеров данного проекта было отменено из-за отказа строительства десантно-штурмовых катеров (ДШКА), по этому был построен один катер — АК-16.

## Предыстория
В ходе Второй Мировой некоторые катера и суда, поддерживающие десант, вооружались РСЗО (в частности реактивными установками типа «8-М-8» и «13-М-16») для обстрела берега
- Бронекатера проекта 1124 - 12 с 16 132-мм РС на РПУ М-13-16 и 1 76-мм пушкой[5]
- Бронекатера проекта 1125 - 7 с 8 82-мм РС на РПУ 8-М-8 и 1 76-мм пушкой[6]
- LCT(R) - 36 судов с 936 127-мм РС[3]
- LCT(R)-2 с 792 127-мм РС[7]
- LCT(R)-3 с 1080 127-мм РС[3]

В 1982 году на основе катера на воздушной подушке проекта 1206 «Кальмар» был создан проект катеров поддержки десанта проекта 1238 «Косатка», вооружённый РСЗО.

## Строительство и испытания
Единственный катер по проекту 1238 «Косатка» был заложен в 1981 году в Феодосии на судостроительном заводе № 831 (ныне ССЗ «Море»), строительный номер 201. Катер получил обозначение АК-16.
С 10 по 25 сентября 1982 года на катере АК-16 проходили испытания корабельной реактивной системы залпового огня (РСЗО) А-22 «Огонь» в Феодосийском заливе. Впоследствии данные РСЗО устанавливали на МДКВП проекта 12322 «Зубр».

## Служба
АК-16 вступил в строй Краснознамённого Черноморского флота в 1982 году. Он был зачислен в состав 156-го дивизиона десантных кораблей на воздушной подушке 39-й дивизии морских десантных сил (39-я ДИМДС) с базированием на Крымскую военно-морскую базу (ВМБ озеро Донузлав).
До 1992 года АК-16 классифицировался как артиллерийский катер, после — переквалифицирован как десантный катер. После распада Советского Союза, АК-16 перешёл в состав Черноморского флота Российской Федерации 26 июля 1992 года. В 1994 году АК-16 был поставлен в отстой. После передачи Крымской ВМБ ВМС Украины в 1996 году, катер был исключён из списков флота 8 июля 1996 года и позже отправлен на слом.

### Бортовые номера
- с 1982 года — 108
- с 1983 года — 160
- с 1984 года — 161
- с 1987 года — 177
- с 1990 года — 118
- с 1992 года — 566